# Grupa Azoty
Die Grupa Azoty S.A. (ehemals Zakłady Azotowe w Tarnowie-Mościcach S.A.) ist ein polnischer Chemiekonzern mit Sitz im Stadtteil Mościce der kleinpolnischen Stadt Tarnów.
Die Grupa Azoty ist in Polen der einzige Hersteller von Polyoxymethylen unter dem Handelsnamen Tarnoform sowie von Polytetrafluorethylen unter dem Handelsnamen Tarflen.
Die Aktie des Unternehmens wird an der Warschauer Wertpapierbörse gehandelt und ist sowohl in deren Leitindex WIG30 als auch im Nebenwerteindex mWIG40 gelistet.

## Produkte
- Rohstoff Caprolactam für die Kunststoffproduktion 34 %
- Kunststoffe 25 %
- Stickstoffdünger 31 %
- Chemikalien 7 %
- Katalysatoren 1 %

Den Großteil der Produktion setzt der Konzern im eigenen Land ab (49,8 % des Gesamtumsatzes, Stand: 2019). Bei den Exportmärkten dominieren Deutschland (7,9 % Umsatzanteil), andere Länder der europäischen Union (27,7 %). Weitere Märkte sind Asien (3,5 %) und Südamerika (2,9 %); auf die verbleibenden Märkte entfallen 8,2 %.

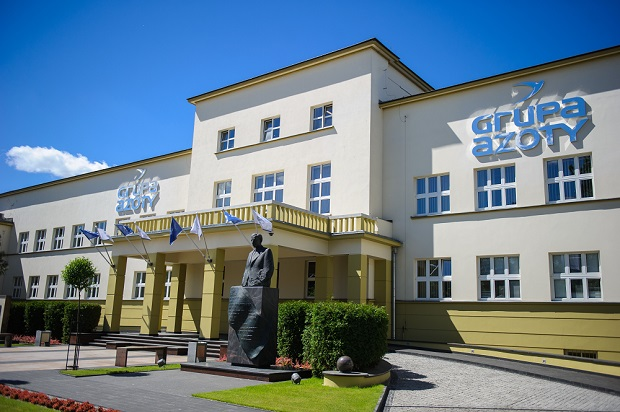
Verwaltungssitz Grupa Azoty in Tarnow

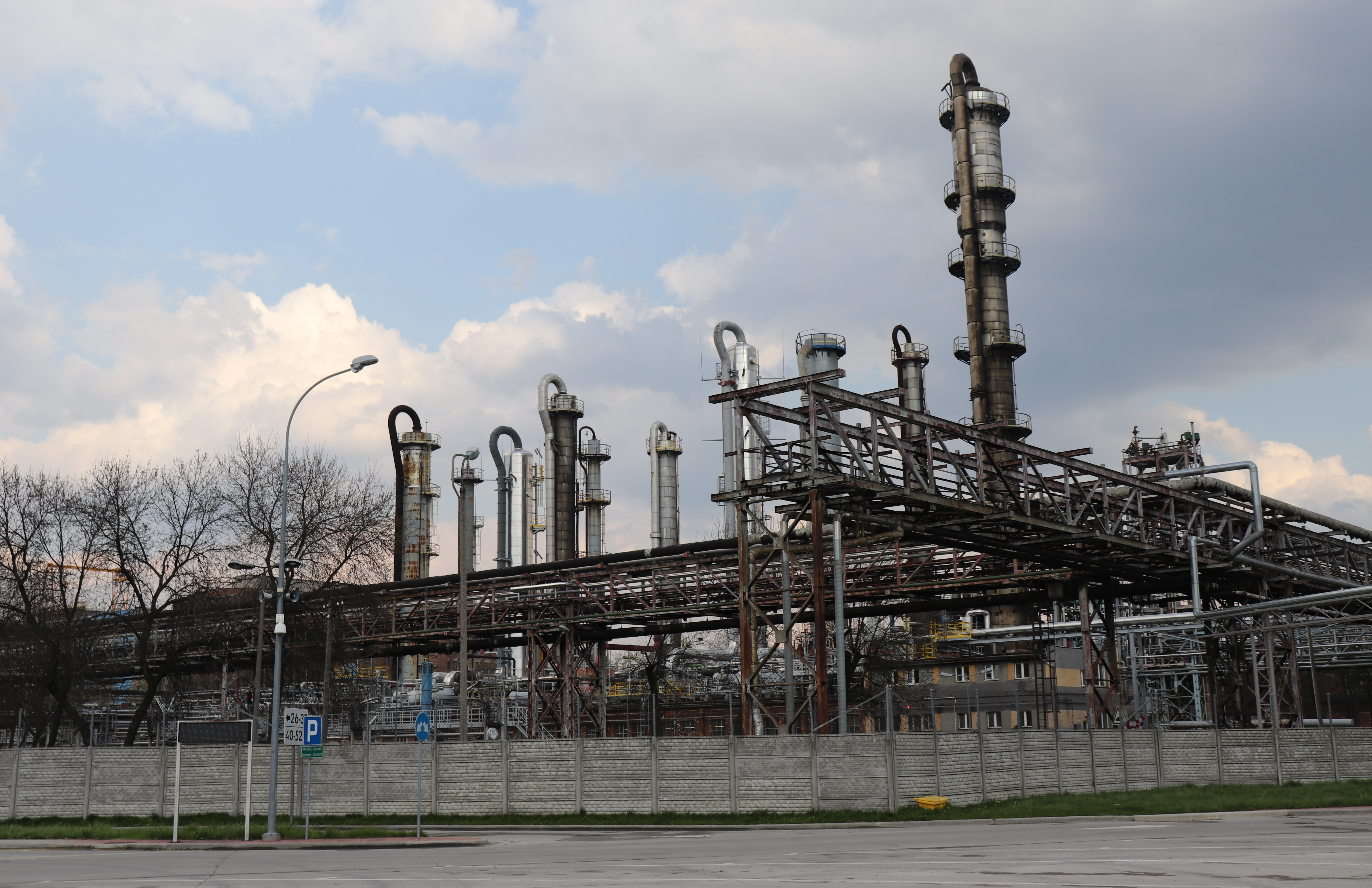
Stickstoffwerk Tarnow

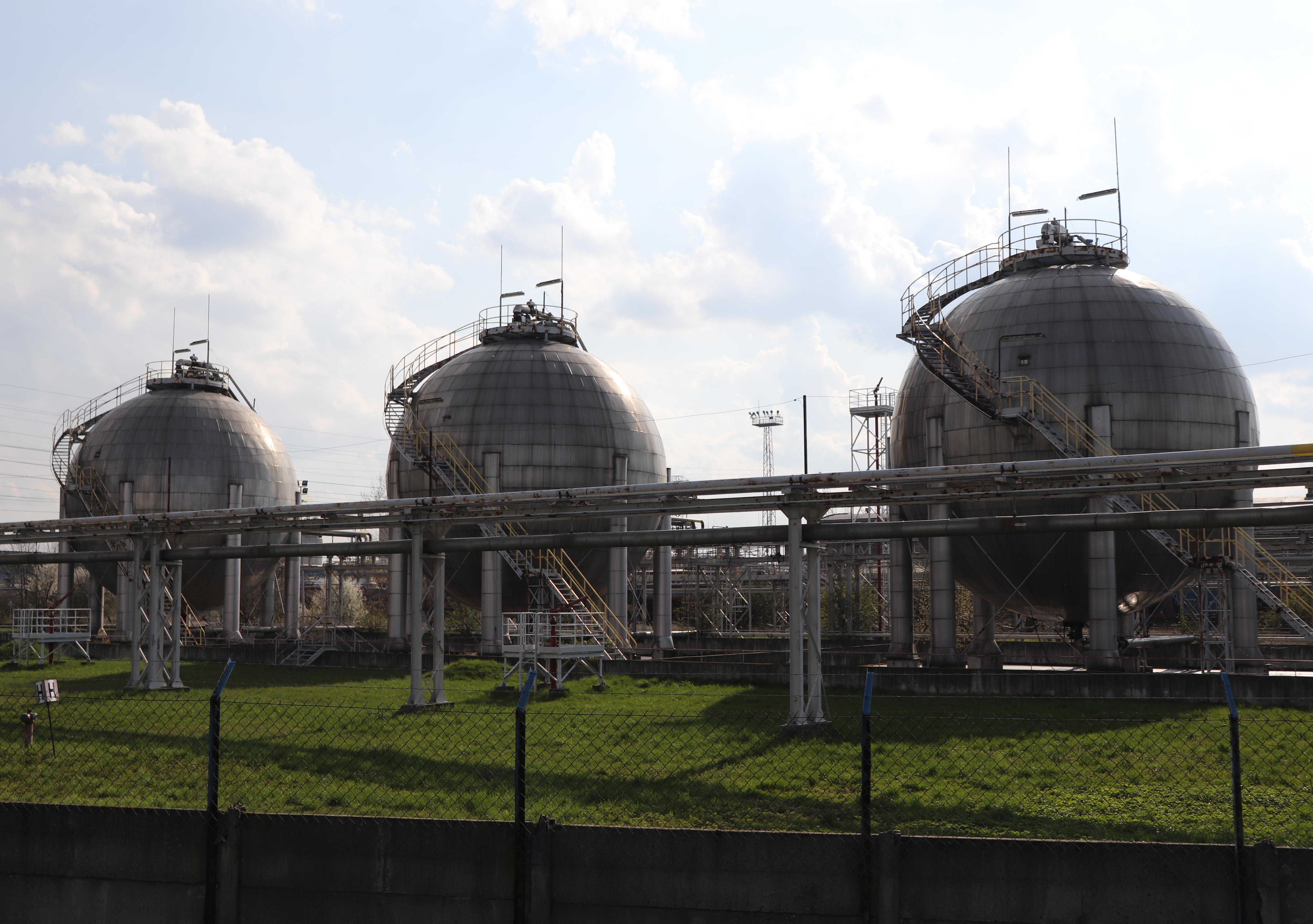
Stickstoffwerk Tarnow

## Geschichte
Nach dem Gründungsbeschluss 1927 wurden 1933 die Vereinigten Stickstoff-Fabriken in Mościce und Chorzów geschaffen. Im Zweiten Weltkrieg übernahmen die Deutschen das Unternehmen und benannten es in Stickstoffwerke Moscice um. In den 1950er Jahren wurden Anlagen zur Produktion von Caprolactam, Polyamid, Polyvinylchlorid (PVC), Acrylnitril und Teflon errichtet.
Das Unternehmen wurde 1991 in eine AG des Schatzministeriums umgewandelt. Das Ministerium übertrug 2005 80 % der Aktien an die Nafta Polska. Ein Jahr später begannen die Privatisierungsverhandlungen mit der deutschen PCC, die 365,8 Mio. Złoty für 80 % der Aktien geboten hatte.
Im Juni 2008 folgte der Börsengang an der Warschauer Börse. Am 18. Juni wurden 15,1 Mio. Aktien der Serie B für jeweils 19,50 Złoty an elf institutionelle Anleger (etwa 11 Mio. Aktien) und 860 Kleinanleger (etwa 4 Mio. Aktien) verkauft, wodurch das Unternehmen 295 Mio. Złoty einnahm. Zu den institutionellen Investoren gehörten die Polskie Górnictwo Naftowe i Gazownictwo (Polnische Öl- und Gasgesellschaft, PGNiG, 4 Mio. Aktien bzw. 10 % der Anteile) und der Chemiekonzern Ciech, welcher 2,56 Mio. Aktien kaufte.

## Aktionärsstruktur
Ende 2019 betrug das Grundkapital der Gesellschaft 495.977.420,00 Złoty und verteilte sich auf insgesamt 99.195.484 Inhaberaktien der Serien AA, B, C und D zu einem Nennwert von je 5,00 Złoty.:99
| Anteilseigner | Anzahl gehaltener Aktien               | Anteil am Grundkapital       | Stimmrechtsanteil            |
| --- | -------------------------------------- | ---------------------------- | ---------------------------- |
| polnischer Staat | 32.734.509                             | 33,00 %                      | 33,00 %                      |
| ING OFE (offener Pensionsfonds) | 9.883.323                              | 9,96 %                       | 9,96 %                       |
| Norica Holding S.à r.l. (Tochtergesellschaft des Russischen ACRON-Konzerns), davon - direkt - via Rainbee Holdings Limited - via Opansa Enterprises Limited | 19.657.350 406.998 9.820.352 9.430.000 | 19,82 % 0,41 % 9,90 % 9,51 % | 19,82 % 0,41 % 9,90 % 9,51 % |
| Towarzystwo Funduszy Inwestycyjnych PZU S.A. | 8.530.189                              | 8,60 %                       | 8,60 %                       |
| Streubesitz | 28.390.113                             | 28,62 %                      | 28,62 %                      |